# Pralaia
El pralaia es un término del hinduismo que se refiere al proceso de disolución (parcial o completa) o el fin de un kalpa (‘ciclo cósmico’).
Sin embargo, su significado varía según el contexto y la escala a la que se aplique. A diferencia de visiones lineales del tiempo (como el apocalipsis judeocristiano), en el hinduismo, el pralaia es un evento cíclico y necesario que permite la regeneración del universo.

## Nombre sánscrito y etimología
- pralaya, en el sistema AITS (alfabeto internacional para la transliteración del sánscrito).[4]
- प्रलय, en escritura devanagari (creada en el siglo VIII) del sánscrito.[4]
- Pronunciación:
  - [praláia] en sánscrito[4] y en varios idiomas modernos de la India (como el hindí, el maratí o el palí) o bien
  - [prolói] en bengalí (otro idioma moderno de la India).
- Etimología: ‘disolución’, ‘destrucción’.[4]

## Concepto
El pralaia, en su sentido más amplio, engloba toda forma de disolución, desde la muerte individual hasta el colapso total del cosmos. Sin embargo se debe considerar que representa solo un fin temporal de un estado de existencia, seguido de un renacimiento o recreación. Es un principio clave en la cosmología hinduista, que entiende el tiempo como un ciclo infinito (kala-chakra o ‘rueda del tiempo’).
Los pralaias recuerdan que las acciones (karma) afectan el equilibrio cósmico; y que en la disolución final del universo (maja-pralaia) todo surge y retorna a la misma fuente, para comenzar un nuevo ciclo.
Su enseñanza central es que la destrucción no es caótica, sino un acto sagrado de regeneración, inseparable de la creación (sristi) y la preservación (sthiti).
Como concepto filosofico, en la filosofía sankia, una de las seis doctrinas clásicas indias, el pralaia es la «no existencia», como un estado de la materia que se alcanza cuando los tres gunas (principios de la materia) están en perfecto equilibrio.